# パソナキャリア
パソナキャリア（Pasona Career）は大手人材派遣会社パソナが提供する人材紹介サービスの名称である。年収800万円以上の求人を中心に、経営幹部や管理部門、専門職などの高年収ポジションを多数保有。ミドル・ハイクラスの転職支援に強みを持つ。
また、株式会社パソナキャリア（英: Pasona Career Inc.）は、2010年3月まで存在したパソナグループの企業である。

## 概要
2007年1月1日付けで、同グループで再就職支援事業を行っていたパソナキャリアアセットと人材紹介サービスを行っていたパソナキャレントが合併（存続会社はパソナキャリアアセット）し、株式会社パソナキャリアに社名を変更。
2010年3月にパソナに吸収合併され、現在は株式会社パソナの人材紹介サービスのブランド名となっている。

## 主な事業
- 再就職支援サービス
- 有料人材紹介サービス
- 組織･人事コンサルティング
- 行政支援サービス

## 沿革
- 1988年4月14日 - 株式会社パソナキャリア設立[2]
- 1993年12月 - 人材事業開始[2]
- 2007年1月1日 - 株式会社パソナキャレントと株式会社パソナキャリアアセットが吸収合併。パソナキャリアアセットを存続会社とし、社名を株式会社パソナキャリアに変更。[2]
- 2007年1月5日 - 日本で初めて全国47都道府県に拠点を有する転職・再就職支援会社として、サービスを開始。[2]
- 2010年3月- 株式会社パソナを存続会社とし、株式会社パソナと株式会社パソナキャリアが吸収合併。以降「パソナキャリア」は株式会社パソナの人材紹介サービスブランド名として運営継続。[3]

## サービス特徴
豊富な非公開・ハイクラス求人
取引実績企業数は30,000社以上、非公開求人割合は約60％、年収1,000万円以上求人割合は約40％ 
手厚い転職サポート
国家資格キャリアコンサルタント多数在籍。書類添削や1on1模擬面接、年収交渉、退職相談まで一貫支援 
認定シニアコンサルタント制度
コンサルタントの質を担保するため、実績・スキルに応じた認定制度を設け、専門性の高い支援を提供  

## 評価・ランキング
オリコン顧客満足度ランキング（2022年調査）では、調査対象16社中総合1位となり、特に「利用のしやすさ」「担当者の対応」「紹介案件の質」「交渉力」のすべての評価項目でトップ評価を得ている。
再利用意向率は78.5％を記録し、多くの利用者が「また使いたい」と回答。
一方で、スピード感不足、担当者ごとの対応のばらつきを指摘する声もある。

## 拠点
全47都道府県
東京（本部、丸の内）、大阪、愛知（名古屋）、静岡、札幌、宮城（仙台）、茨城（つくば）、富山、岡山、広島、福岡、青森県・秋田県・山形県・福島県・神奈川県・千葉県・埼玉県・群馬県・栃木県・新潟県・石川県・福井県・山梨県・長野県・岐阜県・三重県・兵庫県・和歌山県・京都府・奈良県・滋賀県・山口県・島根県・鳥取県・徳島県・高知県・愛媛県・香川県・長崎県・大分県・鹿児島県・佐賀県・熊本県・宮崎県・沖縄県

## テレビ番組
- 日経スペシャル ガイアの夜明け 雇用格差 ～漂流する“就職氷河期世代”～（2007年4月3日、テレビ東京）[8] - 「就職氷河期世代」に対する就職支援を取材。